# Józef Żurek
Józef Żurek (ur. 31 sierpnia 1909 w Gackach, zm. 19 marca 2018 w Toruniu) – polski stulatek, uczestnik kampanii wrześniowej, porucznik WP w stanie spoczynku, w chwili śmierci najstarszy w Polsce mężczyzna oraz najstarszy kombatant z okresu II wojny światowej.

## Życiorys
Urodził się w Gackach w rodzinie rolników, Ewy i Walentego. Od drugiego roku życia mieszkał w Czarnowie, gdzie jego rodzice prowadzili gospodarstwo rolne. Przejął je po śmierci ojca. Ukończył najpierw gimnazjum w Pelplinie, uzyskując małą maturę, a potem szkołę rolniczą w Kowalewie Pomorskim. Zasadniczą służbę wojskową odbył w latach 1930–1931 w Centrum Wyszkolenia Żandarmerii w Grudziądzu. W okresie międzywojennym brał dwa razy udział w sześciotygodniowych ćwiczeniach wojskowych. Od śmierci ojca w 1936 prowadził rodzinne gospodarstwo.
25 sierpnia 1939 został powołany do wojska do 4 Dywizji Piechoty w Toruniu. Służył w plutonie żandarmerii wojskowej. 1 września wysłany na front pod Brodnicę. Jako podoficer brał udział w bitwie nad Bzurą i tam został wzięty do niewoli. Do września 1940 przebywał w Stalagu VI A Hemer (numer jeniecki 1858), a następnie od października 1940 do kwietnia 1945 pracował jako robotnik przymusowy w gospodarstwie rolnym w miejscowości Schlangen w powiecie Lippe. W 1946 pierwszym transportem wrócił do Polski do Solca Kujawskiego, a później do Czarnowa, gdzie zamieszkał wraz z żoną. Był jednym z założycieli Ochotniczej Straży Pożarnej w Czarnowie. W 1978 roku przeszedł na emeryturę. Został pochowany w Czarnowie.
W 2000 został awansowany na stopień podporucznika, a w 2009 na stopień porucznika.
Miał brata Franciszka, który żył 101 lat.

## Ordery i odznaczenia
- Medal „Unitas Durat Palatinatus Cuiaviano-Pomeraniensis” (2013)[10]
- Medal Pro Patria (2016)[11]